# Morti nel 954
| Questa pagina contiene informazioni ricavate automaticamente dalle voci biografiche con l'ausilio del template Bio e di un bot. L'aggiornamento è periodico e automatico e ricostruisce completamente la pagina. Se manca una persona in questa lista, sei pregato di non aggiungerla, ma accertati piuttosto che la sua voce biografica contenga il template Bio e che i dati anagrafici siano correttamente compilati. Se il template Bio manca, inseriscilo tu stesso o, in alternativa, metti l'avviso {{tmp\|Bio}} che ne segnala la mancanza. Se i dati riportati sono sbagliati, correggi direttamente la voce biografica; le modifiche saranno visibili in questa lista entro pochi giorni. Per chiarimenti vedi il progetto biografie. La lista contiene solo le 10 persone che sono citate nell'enciclopedia e per le quali è stato implementato correttamente il template Bio. Pagina aggiornata al 10 giu 2025. |

- 22 luglio - Arnolfo II di Baviera, nobile franco
- 31 agosto - Alberico II di Spoleto, nobile e militare italiano
- 10 settembre - Luigi IV di Francia, re franco (n. 920)
- 15 ottobre - Sunyer I di Barcellona, conte
- 27 ottobre - Federico di Magonza, arcivescovo tedesco
- Docibile II di Gaeta, nobile bizantino (n. 880)
- Erik I di Norvegia, re (n. 895)
- Malcolm I di Scozia, re
- Nuh ibn Nasr, emiro persiano (n. 906)
- Almerico II, nobile italiano